# Serabi Timur
Serabi Timur is een bestuurslaag in het regentschap Bangkalan van de provincie Oost-Java, Indonesië. Serabi Timur telt 2332 inwoners (volkstelling 2010).